# Myelochroa sibirica
Myelochroa sibirica är en lavart som beskrevs av Otnyukova, Stepanov & Elix. Myelochroa sibirica ingår i släktet Myelochroa och familjen Parmeliaceae.   Inga underarter finns listade i Catalogue of Life.